# فرانسیس فوکویاما
یوشی‌هیرو فرانسیس فوکویاما (به انگلیسی: Yoshihiro Francis Fukuyama)، (زاده ۲۷ اکتبر ۱۹۵۲)، فیلسوف آمریکایی، متخصص اقتصاد سیاسی، رئیس گروه توسعهٔ اقتصادی بین‌المللی مدرسه مطالعات پیشرفته بین‌المللی پال ایچ. نیتس دانشگاه جانز هاپکینز است.
شهرت فوکویاما به‌خاطر کتاب پایان تاریخ و آخرین انسان (۱۹۹۲) اوست. وی در این کتاب استدلال می‌کند که گسترش لیبرال‌دموکراسی و سرمایه‌داری بازار آزاد جهان غرب و شیوهٔ زندگی آن در جهان ممکن است نشانهٔ پایان فرگشت اجتماعی-فرهنگی بشر و تقلای سیاسی باشد و حکومت نهایی بشری شود؛ نظریه‌ای که با انتقاداتی هم روبه‌رو شد. او در کتاب بعدی‌اش، اعتماد: فضائل اجتماعی و خلق سعادت  (۱۹۹۵)، موضع قبلی‌اش را چنین اصلاح و تصدیق کرد که فرهنگ را نمی‌توان به‌روشنی از اقتصاد جدا کرد. فوکویاما هم‌چنین با اوج‌گیری جنبش نومحافظه‌کاری، که او خود از آن فاصله گرفته، مرتبط دانسته می‌شود.

## زندگی

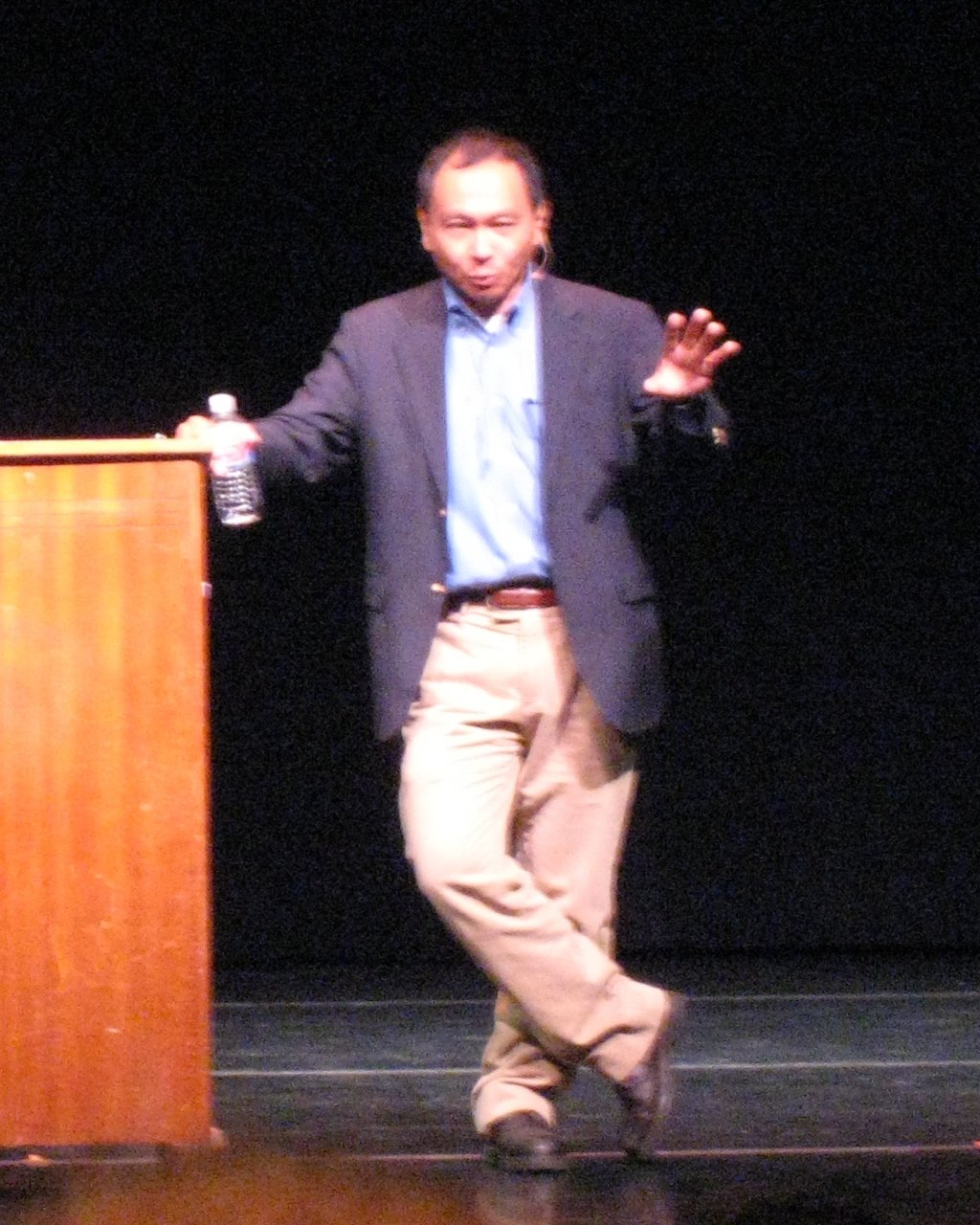
فرانسیس فوکویاما

فرانسیس فوکویاما، ۲۷ اکتبر ۱۹۵۲ در هایدپارک شیکاگو زاده شد. پدرش، «یوشیو فوکویاما» (Yoshio Fukuyama)، آمریکایی ژاپنی‌تبار نسل دوم بود که دکترای جامعه‌شناسی از دانشگاه شیکاگو داشت و کشیش کلیسای پروتستان (Congregational church) بود. مادرش، «توشیکو کاواتا فوکویاما» (Toshiko Kawata Fukuyama)، که در کیوتو (Kyoto) ژاپن متولد شده‌بود، دختر «شیرو کاواتا» (Shiro Kawata)، بنیان‌گذار دپارتمان (دپارتمان) اقتصاد دانشگاه کیوتو و نخستین رئیس دانشگاه شهر اوساکا (Osaka City University) بود.
فوکویاما، کودکی‌اش را در نیویورک گذراند. ۱۹۶۷ میلادی، با خانواده، به شیکاگو کوچ کرد و در آنجا دبیرستان را به پایان رساند. در رشتهٔ هنر از دانشگاه کرنل (Cornell University) لیسانس گرفت. در رشتهٔ فلسفه سیاسی ادامه تحصیل داد و از دانشگاه هاروارد (Harvard University) دکترا گرفت. او در دورهٔ دانشجویی در دانشگاه کرنل، به انجمن دانشجویی تلوراید (Telluride Association) پیوست.
فوکویاما، اکنون استاد و رئیس گروه توسعهٔ اقتصادی بین‌المللی دانشگاه جانز هاپکینز در واشینگتن دی‌سی است.

## دیدگاه‌ها

### پایان تاریخ
تئوری پایان تاریخ فرانسیس فوکویاما، ۱۹۸۹ مطرح شده و ۱۹۹۲ در کتاب پایان تاریخ و آخرین انسان (The End of History and the Last Man) که از سوی عباس عربی و زهره عربی به فارسی برگردانده‌شده، شرح داده شده است.
بر اساس این نظریه، امروزه نظام لیبرال دموکراسی، به‌ویژه پس‌از فروپاشی اتحاد شوروی، جریان غالب شده است که همهٔ جوامع باید در برابر آن تسلیم شوند. آخرین تلاش‌ها و مبارزات ایدئولوژی‌ها، سرانجام در قالب ایدئولوژی لیبرال دمکراسی سر برآورده؛ بنابراین نظام سیاسی بهتری که بتواند جایگزین این نظام شود، عملاً وجود ندارد.

### موضع‌گیری علیه نومحافظه‌کاری
فوکویاما، پیش‌تر، از نظریه‌پردازان نومحافظه‌کار به‌شمار می‌رفت؛ امّا در سال ۲۰۰۳ با اشغال عراق مخالفت کرد. در انتخابات ۲۰۰۴ علیه بوش رأی داد و ۲۰۰۶، با انتشار مقاله‌ای بلند در نیویورک‌تایمز، با مقایسهٔ نومحافظه‌کاری با لنینیسم، پایان عصر نومحافظه‌کاری را اعلام کرد. او همچنین مطلبی دربارهٔ بازداشت نظامیان انگلیسی از سوی ایران در صفحهٔ «هر چه می‌خواهد دل تنگت بگو» در سایت گاردین نوشت.

## فوکویاما و شورای نگهبان
احمد جنتی در خطبه‌های نماز جمعه سال ۹۴ از فوکویاما یاد کرد و مدّعی شد: «فوکویاما پژوهش‌گر و تاریخ‌نگار ژاپنی‌الاصل و طبقه (تبعه) آمریکا معتقد است که شورای نگهبان به عنوان مظهر قوام و دوام ولایت فقیه باید حذف شود و با یک رفراندوم از بین برود و تا وقتی که شورای نگهبان وجود دارد، نظارت اسلامی بر قوانین از بین نمی‌رود. این‌ها چنین عقایدی را دنبال می‌کنند و ما باید مراقب باشیم.»
فوکویاما در مقاله‌ای که در ۲۷ ژوئیه ۲۰۰۹ با عنوان «ایران، اسلام و حاکمیت قانون» در وال‌استریت ژورنال منتشر کرده بود، حتّی یک بار هم از «نظارت استصوابی» شورای نگهبان سخن به میان نیاورده بود و فقط با ادبیات متفاوتی، به بسته بودن چرخهٔ دموکراسی در ایران اشاره داشت.
او در ادامهٔ مقاله‌اش، با بیان اینکه ایرانی‌ها حق تعیین سرنوشت‌شان را ندارند، ساختار سیاسی جمهوری اسلامی را متشکل از یک باند نظامی-روحانی می‌داند که با در اختیار داشتن قدرت کامل، احتمالاً ایران را به سمت درگیری با دیگر کشورهای منطقه خواهد کشاند. با این حال، او در مقاله‌اش نه‌تنها به «نظارت استصوابی» شورای نگهبان حمله نکرده بود، بلکه اساساً در هیچ جای نوشته‌اش به چنین نظارتی هم اشاره‌ای نداشت.

## فوکویاما و دو بال شیعه
طبق ادّعا و شایعه‌ای که اوّلین بار در رسانه‌های داخلی ایران مطرح شد، فوکویاما در سال ۱۹۸۶ میلادی در کنفرانسی که در اورشلیم برگزار شده بود، به مباحث مرتبط با شیعه پرداخته و چنین اظهار کرده بود:
شیعه پرنده‌ای است که افق پروازش خیلی بالاتر از تیرهای ماست. پرنده‌ای است که دو بال دارد؛ یک بال سبز و یک بال سرخ. بال سبز این پرنده، همان مهدویت و عدالت‌خواهی آن است؛ چون شیعه در انتظار عدالت به سر می‌برد، امیدوار است و انسان امیدوار هم شکست‌ناپذیر است. شما نمی‌توانید ملّتی را شکست دهید که مدّعی است کسی خواهد آمد که در اوج ظلم و جور، دنیا را پر از عدل و داد خواهد کرد. بال سرخ شیعه، شهادت‌طلبی است که ریشه در کربلا دارد و شیعه را فناناپذیر کرده است. شیعه با این دو بال، افق پروازش خیلی بالاست و تیرهای زهرآگین سیاسی، اقتصادی، اجتماعی، فرهنگی، اخلاقی و… به آن نمی‌رسد. این پرنده، زرهی به نام ولایت‌پذیری بر تن دارد. ولایت‌پذیری شیعه که براساس صلاحیت هم شکل می‌گیرد، آن را تهدیدناپذیر کرده است. شیعه با شهادت دو چندان می‌شود. شیعه عنصری است که هر چه او را از بین ببرند، بیشتر می‌شود. این‌ها (رزمندگان ایرانی) فاو را تسخیر کردند و می‌روند کربلا را هم بگیرند، بعد از آن، اینجا (اشاره به اورشلیم) را هم قطعاً می‌گیرند. تا ولایت فقیه را نزنید، نمی‌توانید به ساحت قدسی کربلا و مهدی تجاوز کنید…
این سخنان فوکویاما بارها مورد استناد سخنرانان و مقامات ایرانی قرار گرفت؛ با این حال، فرانسیس فوکویاما در گفت‌وگویی تلویزیونی با «بی‌بی‌سی» در سوم اسفندماه ۱۳۸۹ در یکی از برنامه‌های «به عبارت دیگر» که به گفت‌وگو با شخصیت‌های مطرح اختصاص دارد، همهٔ آنچه را که به او نسبت داده شده بود، دروغ خواند و اظهار کرد که هیچگاه در کنفرانس اورشلیم نبوده و چنین سخنانی به زبان نیاورده است.

## پیش‌بینی فوکویاما از آیندهٔ ایران
«نشست جهانی حکومت» (World Government Summit) که هر ساله در ماه فوریه به میزبانی دولت امارات متحده عربی و در دبی برگزار می‌شود، در سال ۲۰۱۸، شاهد حضور ۱۴۰ سخنران و بیش از ۴ هزار شرکت‌کننده از سراسر جهان بود. «فرانسیس فوکویاما» نظریه‌پرداز ژاپنی-آمریکایی و استاد علوم سیاسی دانشگاه استنفورد که برای نظریهٔ خود دربارهٔ «پایان تاریخ» مشهور است، از جمله سخنرانان این نشست سه روزه بود.
بخشی از سخنان فوکویاما به رخدادها و اعتراضات اخیر ایران اشاره داشت و وی در این‌باره اظهار کرد: «در ایران، یک انقلاب اجتماعی زیر پوست جامعه در حال گسترش است. یک جمعیت جوان و تحصیل‌کرده وجود دارد، خصوصاً در بین زنان، که با ساختار قدرت محافظه‌کار و روستایی که بر کشور حاکم است، سر سازگاری ندارد. ایران به سمت نوعی انفجار درونی در حرکت است و من مطمئن نیستم نتیجه‌اش چه می‌شود، ولی وضعیت ایران وضعیت باثباتی نیست.»
فوکویاما اعتراضات اخیر در ایران را تا حدی ناشی از عوامل آب‌وهوایی همچون خشکسالی و کمبود آب دانست که اغلب خشونت به بار آورده و با دیگر عوامل بحران‌زا تداخل پیدا کرده است. او دربارهٔ این موضوع اظهار داشت: «بسیاری از ناآرامی‌های اخیر ایران ریشه‌های محیط‌زیستی داشت. منابع آب زیرزمینی بیش از حد استفاده شده که خشکسالی ایجاد کرده است. بسیاری از خشونت‌ها در جهان به خاطر تغییرات آب‌وهوایی است.»

## مقاله برای آزادی فرهاد میثمی
۵ دسامبر ۲۰۱۸ (چهارشنبه، چهاردهم آذر ۱۳۹۷)، فوکویاما، عباس میلانی، لَری دایموند و مایکل مک‌فاول در مقاله‌ای در واشینگتن‌پست خواستار آن شدند که «شهروندان نگران، فعّالان و سازمان‌های حقوق بشر و دولت‌های دموکرات جهان» از رهبران ایران بخواهند که «فرهاد میثمی بی‌درنگ آزاد و از مراقبت‌های پزشکی مستقل بهره‌مند شود.»

## آثار
- پایان تاریخ و آخرین انسان
- ریشه‌های نظم سیاسی
- نظم سیاسی و زوال سیاسی
- هویت؛ مطالبهٔ کرامت و سیاست ناخشنودی
- لیبرالیسم و ناراضیانش
- آیندهٔ فراانسانیِ ما
- دولت‌سازی: حکمرانی و نظم جهانی در قرن ۲۱[۱۵]
- اعتماد: فضایل اجتماعی و خلق سعادت[۱۶]